# Eugeniusz Łepkowski
Eugeniusz Ignacy Łepkowski (ur. 26 sierpnia 1892 w Warszawie, zm. ?) – major piechoty Wojska Polskiego.

## Życiorys
Urodził się w Warszawie, w rodzinie Waleriana i Zofii z Ćwierlikowskich . Do Wojska Polskiego został przyjęty z byłych Korpusów Wschodnich i byłej armii rosyjskiej. Służył w 28 Pułku Strzelców Kaniowskich.
1 grudnia 1924 został mianowany majorem ze starszeństwem z 15 sierpnia 1924 i 208. lokatą w korpusie oficerów piechoty. 3 maja 1922 został zweryfikowany w stopniu kapitana ze starszeństwem z 1 czerwca 1919 i 659. lokatą w korpusie oficerów piechoty. Później został przeniesiony do 15 Pułku Piechoty „Wilków” w Dęblinie. W maju 1925 został przeniesiony do 11 Pułku Piechoty w Tarnowskich Górach na stanowisko komendanta składnicy wojennej, ale już w listopadzie tego roku wrócił do 15 pp na stanowisko kwatermistrza. W listopadzie 1927 został przesunięty na stanowisko dowódcy II batalionu. W październiku 1931 został przeniesiony na stanowisko oficera placu Częstochowa. Od 1 stycznia 1932 zajmowane przez niego stanowisko nosiło nazwę „komendant placu Częstochowa”. W czerwcu 1933 został przeniesiony do Powiatowej Komendy Uzupełnień Małkinia na stanowisko komendanta. W lipcu 1935 został zwolniony z zajmowanego stanowiska i oddany do dyspozycji dowódcy Okręgu Korpusu Nr I, a później przeniesiony w stan spoczynku.
26 maja 1944 został zatrzymany i osadzony na Pawiaku .
Jergo grób symboliczny znajduje się na cmentarzu ewangelicko-augsburskim w Warszawie (Al7-1-40).

## Ordery i odznaczenia
- Krzyż Niepodległości (20 lipca 1932)[18][19]
- Krzyż Walecznych (czterokrotnie[20]
- Złoty Krzyż Zasługi (10 listopada 1938)[21][22]
- Medal Zwycięstwa („Médaille Interalliée”)[23][24]